# Alcis clavior
Alcis clavior là một loài bướm đêm trong họ Geometridae.